# True Stories (album de Talking Heads)
Ne pas confondre avec le film homonyme.
Albums de Talking Heads
Little Creatures
(1985) Naked
(1988)
Singles
1. Wild Wild Life
Sortie : 1986
2. Love for Sale
Sortie : 1986

True Stories est le septième album studio de Talking Heads, sorti le 7 octobre 1986.
Cet opus a été publié en même temps que le film homonyme réalisé par David Byrne mais n'est pas considéré comme sa bande originale.
L'album s'est classé 28e au Billboard 200 et a été certifié disque d'or par la Recording Industry Association of America (RIAA) le 18 novembre 1986.
Le groupe Radiohead tire son nom du sixième morceau.

## Liste des titres
Toutes les chansons sont écrites et composées par David Byrne.
| No | Titre             | Durée |
| -- | ----------------- | ----- |
| 1. | Love for Sale     | 4:30  |
| 2. | Puzzlin' Evidence | 5:23  |
| 3. | Hey Now           | 3:42  |
| 4. | Papa Legba        | 5:54  |
| 5. | Wild Wild Life    | 3:39  |
| 6. | Radio Head        | 3:14  |
| 7. | Dream Operator    | 4:39  |
| 8. | People Like Us    | 4:26  |
| 9. | City of Dreams    | 5:06  |

| 10. | Wild Wild Life (Extended Mix)           | 5:30 |
| 11. | Papa Legba (Pops Staples Vocal Version) | 5:59 |
| 12. | Radio Head (Tito Larriva Vocal Version) | 3:50 |

## Personnel

### Musiciens
- David Byrne : voix, guitare
- Jerry Harrison : claviers, guitare, chœurs
- Tina Weymouth : basse, chœurs
- Chris Frantz : batterie

### Musiciens additionnels
- Bert Cross Choir : chant sur Puzzlin' Evidence
- Tommy Camfield : violon sur People Like Us
- Paulinho Da Costa : percussions on Papa Legba, Radio Head et People Like Us
- Steve Jordan : accordéon sur Radio Head
- St. Thomas Aquinas Elementary School Choir : chœurs sur Hey Now
- Tommy Morrell : pedal steel guitar sur People Like Us et City of Dreams